# Вишльово
Вишльово (рос. Вишлёво) — присілок в Новоржевському районі Псковської області Російської Федерації.
Населення становить 54 особи. Входить до складу муніципального утворення Виборська волость.

## Історія
Від 2015 року входить до складу муніципального утворення Виборська волость.

## Населення
| 2001 | 2002 | 2010 |
| ---- | ---- | ---- |
| 92   | ↘76  | ↘54  |